# ملعب ويلي دايفيدز
ملعب ويلي دايفيدز المحلي (Estádio Regional Willie Davids) هو ملعب يقع في مارينغا بالبرازيل. يتسع لحوالي 20,000 متفرج. وهو الملعب الأساسي لأندية غريميو مارينغا ومارينغا.